# Emmanuel Clot
Pour les articles homonymes, voir Clot.
Emmanuel Clot, né le 19 décembre 1951 à Versailles et mort le 25 novembre 1983 à Amiens à la suite d'un accident de voiture, est un réalisateur, scénariste et acteur français. Il était le fils de René-Jean Clot, peintre-graveur et écrivain.

## Biographie
Il a obtenu en 1980 le César du meilleur court-métrage documentaire pour son film Petit Pierre.

## Filmographie

### Réalisateur
- 1981 : Les Châteaux de sable - Court-métrage
- 1981 : Le Théâtre du Triangle - Court-métrage
- 1980 : Le Dernier Métro de François Truffaut (assistant réalisateur)
- 1979 : Petit Pierre - Court-métrage
- 1978 : Passe ton bac d'abord - assistant réalisation
- 1978 : On peut le dire sans se fâcher de Roger Coggio - assistant réalisation
- 1978 : L'Amour en fuite - assistant réalisation
- 1977 : La Chambre verte - assistant réalisation
- 1977 : L'Ami américain (Der amerikanische Freund) de Wim Wenders - assistant réalisation
- 1975 : Le Grand Délire de Dennis Berry - assistant réalisation

### Acteur
- 1978 : L'Amour en fuite

### Scénariste
- 1981 : Les Châteaux de sable - Court-métrage
- 1981 : Le Théâtre du Triangle - Court-métrage
- 1979 : Petit Pierre - Court-métrage